# قطار (فیلم ۱۹۷۰)
قطار (انگلیسی: The Train) فیلمی هندی در سبک مهیج است که در سال ۱۹۷۰ منتشر شد.